# Enrico Gotti
Enrico Gotti (Torino, 18 luglio 1867 – Drashovicë, 6 giugno 1920) è stato un generale italiano insignito della Medaglia d'oro al valor militare alla memoria per il coraggio dimostrato durante la guerra di Valona.

## Biografia
Nacque a Torino nel 1867 e vent'anni venne inviato in Eritrea con il 7º Reggimento fanteria "Cuneo". Si distinse nel corso del combattimento di Saati del 25 gennaio 1887, a tal punto da guadagnarsi la medaglia di bronzo al valor militare. Promosso al grado di tenente, divenne in seguito ufficiale d'ordinanza del generale Antonio Baldissera e partecipò alle manovre militari che portarono alla conquista di Asmara e Cheren.
Uscì dalla Scuola di guerra con il grado di capitano e venne assegnato al 5º Reggimento bersaglieri. Promosso colonnello nel novembre 1915 venne posto a comando del 4º Reggimento bersaglieri che guidò nell'azione contro il ponte di Bodres nel gennaio 1917 che gli valse la seconda medaglia di bronzo.
Dopo la fine della guerra venne inviato a comando del 72º Reggimento fanteria "Puglie", stanziato nel porto albanese di Valona. Nonostante la nomina a generale rimase accanto ai suoi uomini a causa delle crescenti tensioni tra l'Italia, che rifiutava di abbandonare Valona, e le milizie albanesi, che volevano invece liberare il loro paese dalla presenza straniera.
Il 6 giugno 1920 il generale Gotti e un manipolo di soldati si trovavano a guardia del presidio di Quota 115, presso Drashovicë, nella vallata della Voiussa, quando vennero assaliti da milizie albanesi enormemente superiori. Dopo dieci ore di furiosi combattimenti, nonostante le gravi perdite arrecate al nemico, i soldati si ritrovarono senza munizioni e acqua; in aggiunta gli unici due pezzi d'artiglieria disponibili erano stati messi fuori uso. Recatosi a trattare la resa con gli ufficiali albanesi, venne ucciso a tradimento.
Venne decorato con la medaglia d'oro al valor militare con r.d. del 2 giugno 1921.
Il 26 novembre 1891, a Roma, aveva sposato Maria Bonaparte, figlia del principe Napoleone-Carlo e di Cristina Ruspoli, da cui non ebbe discendenza.